# Miami Heat 1994-1995
La stagione 1994-95 dei Miami Heat fu la 7ª nella NBA per la franchigia.
I Miami Heat arrivarono quarti nella Atlantic Division della Eastern Conference con un record di 32-50, non qualificandosi per i play-off.

## Risultati
| Squadra            | V  | P  | %    | GB |
| ------------------ | -- | -- | ---- | -- |
| Orlando Magic      | 57 | 25 | 69,5 | -  |
| N.Y. Knicks        | 55 | 27 | 67,1 | 2  |
| Boston Celtics     | 35 | 47 | 42,7 | 22 |
| Miami Heat         | 32 | 50 | 39,0 | 25 |
| N.J. Nets          | 30 | 52 | 36,6 | 27 |
| Philadelphia 76ers | 24 | 58 | 29,3 | 33 |
| Washington Bullets | 21 | 61 | 25,6 | 36 |

## Roster
| N°    | Naz.                   | Ruolo | Sportivo        | Anno | Alt. | Peso \|\| |
| ----- | ---------------------- | ----- | --------------- | ---- | ---- | --------- |
| 2     | Stati Uniti (bandiera) | GA    | Keith Askins    | 1967 | 201  | 89        |
| 3     | Stati Uniti (bandiera) | G     | Khalid Reeves   | 1972 | 191  | 90        |
| 3     | Stati Uniti (bandiera) | G     | Steve Smith     | 1969 | 201  | 91        |
| 12    | Stati Uniti (bandiera) | G     | Bimbo Coles     | 1968 | 185  | 82        |
| 14    | Stati Uniti (bandiera) | G     | Kevin Pritchard | 1967 | 191  | 82        |
| 21    | Stati Uniti (bandiera) | GA    | Ledell Eackles  | 1966 | 196  | 100       |
| 22    | Stati Uniti (bandiera) | AC    | John Salley     | 1964 | 211  | 104       |
| 30-32 | Stati Uniti (bandiera) | GA    | Billy Owens     | 1969 | 203  | 100       |
| 32-4  | Stati Uniti (bandiera) | G     | Harold Miner    | 1971 | 196  | 95        |
| 35    | Stati Uniti (bandiera) | GA    | Kevin Gamble    | 1965 | 196  | 95        |
| 41    | Stati Uniti (bandiera) | A     | Glen Rice       | 1967 | 201  | 98        |
| 42    | Stati Uniti (bandiera) | AC    | Kevin Willis    | 1962 | 213  | 100       |
| 43    | Stati Uniti (bandiera) | A     | Grant Long      | 1966 | 203  | 102       |
| 52    | Stati Uniti (bandiera) | C     | Matt Geiger     | 1969 | 213  | 110       |
| 54    | Stati Uniti (bandiera) | AC    | Brad Lohaus     | 1964 | 211  | 104       |

## Staff tecnico
- Allenatori: Kevin Loughery (17-29) (fino al 14 febbraio)[1], Alvin Gentry (15-21)
- Vice-allenatori: Ed Badger, Alvin Gentry (fino al 14 febbraio), Tony Fiorentino (dal 16 febbraio)